# Everly (film)
Everly is een Amerikaanse film uit 2014 onder regie van Joe Lynch. De film ging in première op 20 september op het Fantastic Fest te Austin (Texas).

## Verhaal
Everly is een prostituee die werkt voor de brutale gangsterbaas Taiko. Deze stuurt een aantal van zijn handlangers naar haar appartement om haar te martelen en te vermoorden omdat ze samenwerkte met de politie. Everly kan met een revolver die ze verstopt had de aanvallers uitschakelen. Taiko begint een sadistisch spel door huurmoordenaars op haar af te sturen en een beloning aan te bieden aan de andere prostituees in het gebouw indien ze haar uitschakelen. Everly probeert haar moeder Edith en dochter Maisey te contacteren zodat ze zich kunnen verschuilen voor de huurmoordenaars die ook naar hen op zoek zijn.

## Rolverdeling
| Acteur            | Personage |
| ----------------- | --------- |
| Salma Hayek       | Everly    |
| Hiroyuki Watanabe | Taiko     |
| Laura Cepeda      | Edith     |
| Jennifer Blanc    | Dena      |
| Aisha Ayamah      | Maisey    |